# Ricardo Márquez
Ricardo Luis Márquez González conocido como "El Poni Márquez" (Santa Marta, Magdalena, Colombia, 9 de noviembre de 1997), es un futbolista colombiano. Se desempeña como delantero centro y su equipo actual es el Unión Magdalena equipo recién ascendido a la Categoría Primera A.

## Trayectoria

### Inicios
Se dio a conocer en el popular torneo del Pony Fútbol donde anotó una buena cantidad de goles lo que hizo que equipos profesionales se fijaran en su juego. En 2015 Millonarios fue el club que de manera más seria se le acercó y le realizó un contrato para integrar sus divisiones menores con posibilidad de extenderlo al equipo profesional, por lo que el jugador se traslada a Bogotá, en donde no logra adaptarse y retorna a Santa Marta.

### Unión Magdalena
El 1 de julio de 2016 es confirmado el fichaje de Ricardo Márquez por el Unión Magdalena, uniéndose así a las divisiones inferiores del club. En el año 2018 es tenido en cuenta por el DT Harold Rivera para hacer parte de la nómina del Unión Magdalena como variante ante la lesión del Alpinito Carrillo. El 10 de marzo de 2018 debuta como profesional con "El Ciclón" en la Copa Colombia 2018, en el empate 0 a 0 como locales frente a Llaneros, ingresando en el minuto 65 por Bayron Garcés. Debuta en el Torneo Águila el 15 de abril en la victoria por tres goles a cero frente al Bogotá F.C., jugando los 90 minutos. En esta campaña se consolida como pieza fundamental en el ascenso del equipo a la Primera A, con 20 tantos marcados. 
El 26 de enero de 2019 debuta en la Categoría Primera A ante el Jaguares Fútbol Club S.A. con un triplete en la derrota 4-3, ubicándose en la palestra de las nuevas promesas del balompié cafetero. El 2 de febrero marca el gol de la victoria por la mínima sobre La Equidad, siete días después marca el gol del empate a un gol en su visita al Independiente Medellín. El 17 de marzo marca de tiro penal el gol del empate en el clásico costeño contra el Junior.

### Millonarios
El 22 de julio de 2020 fue confirmado su regreso al elenco azul, llegando a Millonarios Fútbol Club a préstamo por un año con opción de compra. El 10 de noviembre marcó su primer gol con el club en la victoria 2 por 0 como visitantes ante el Deportivo Pereira. El 27 de noviembre marcó su primer doblete en la goleada 5 por 2 sobre Once Caldas, siendo la figura del partido. Y marcó el 4 de diciembre en la victoria 3 por 2 como visitante ante Patriotas.
El 11 de abril de 2021 ingresó en el segundo tiempo, cuando iban perdiendo el clásico capitalino. Al minuto 91 marcó el gol del empate de tiro penal, finalmente ganaron 2-1 al último minuto ante Independiente Santa Fe.
El 1 de junio de 2021 se anunció la renovación de su vínculo con Millonarios por 6 meses más.
En enero de 2022 se presentó a entrenamientos con el Unión Magdalena, luego de terminar su contrato a préstamo con Millonarios, sin embargo su préstamo fue extendido por un año más con el conjunto 'Embajador'.

### Unión Magdalena
Medios de comunicación vieron entrenando al "Caballo" Márquez con el Unión Magdalena el 20 de junio, a los pocos días se oficializó su fichaje, el jugador declaró en sus redes sociales que su paso por Millonarios F.C había sido de bajo rendimiento y alta exigencia.

### Atlético Bucaramanga
El Club Atlético Bucaramanga anunció su fichaje con un video en sus redes sociales el 29 de diciembre de 2023

## Selección nacional

### Categoría inferiores
En agosto de 2019 el director técnico de la selección sub-23 Arturo Reyes incluye a Márquez en los 20 convocados para los partidos amistosos de preparación frente a las selecciones sub-23 de Brasil y Argentina, para el torneo preolímpico a disputarse en Colombia en el 2020. Finalmente en enero de 2020 fue seleccionado dentro de los 23 jugadores 

#### Participaciones en Juveniles
| Torneo                        | Sede     | Resultado    | Partidos | Goles | Asis. |
| ----------------------------- | -------- | ------------ | -------- | ----- | ----- |
| Preolímpico Sudamericano 2020 | Colombia | Cuarto lugar | 6        | 0     | 0     |

## Clubes

### Formativas
| Club            | País     | Año         |
| --------------- | -------- | ----------- |
| Millonarios     | Colombia | 2015        |
| Unión Magdalena | Colombia | 2016 - 2017 |

### Profesional
| Club                 | País     | Año         |
| -------------------- | -------- | ----------- |
| Unión Magdalena      | Colombia | 2018 - 2020 |
| Millonarios          | Colombia | 2020 - 2022 |
| Unión Magdalena      | Colombia | 2022 - 2023 |
| Atlético Bucaramanga | Colombia | 2024        |
| Unión Magdalena      | Colombia | 2025-Act    |

## Estadísticas

### Clubes
| Club                            | Div           | Temporada     | Liga  | Liga  | Liga  | Copas nacionales(1) | Copas nacionales(1) | Copas nacionales(1) | Torneos internacionales(2) | Torneos internacionales(2) | Torneos internacionales(2) | Total | Total | Total | Media goleadora(3) |
| Club                            | Div           | Temporada     | Part. | Goles | Asis. | Part.               | Goles               | Asis.               | Part.                      | Goles                      | Asis.                      | Part. | Goles | Asis. | Media goleadora(3) |
| ------------------------------- | ------------- | ------------- | ----- | ----- | ----- | ------------------- | ------------------- | ------------------- | -------------------------- | -------------------------- | -------------------------- | ----- | ----- | ----- | ------------------ |
| Unión Magdalena · Colombia      | 2.ª           | 2018          | 26    | 20    | 0     | 2                   | 0                   | 0                   | —                          | —                          | —                          | 28    | 20    | 0     | 0.71               |
| Unión Magdalena · Colombia      | 1.ª           | 2019          | 34    | 11    | 2     | —                   | —                   | —                   | —                          | —                          | —                          | 34    | 11    | 2     | 0.32               |
| Unión Magdalena · Colombia      | 2.ª           | 2020          | 3     | 0     | 0     | 1                   | 0                   | 0                   | —                          | —                          | —                          | 4     | 0     | 0     | 0                  |
| Unión Magdalena · Colombia      | 1.ª           | 2022          | 16    | 9     | 1     | 3                   | 1                   | 0                   | —                          | —                          | —                          | 19    | 10    | 1     | 0.53               |
| Unión Magdalena · Colombia      | 1.ª           | 2023          | 32    | 7     | 3     | 2                   | 1                   | 0                   | —                          | —                          | —                          | 34    | 8     | 3     | 0.24               |
| Unión Magdalena · Colombia      | 1.ª           | 2025          | 3     | 1     | 0     | —                   | —                   | —                   | —                          | —                          | —                          | 3     | 1     | 0     | 0.33               |
| Unión Magdalena · Colombia      | Total club    | Total club    | 114   | 48    | 6     | 8                   | 2                   | 0                   | 0                          | 0                          | 0                          | 122   | 50    | 6     | 0.41               |
| Millonarios · Colombia          | 1.ª           | 2020          | 14    | 4     | 2     | 1                   | 0                   | 0                   | 2                          | 0                          | 0                          | 17    | 4     | 2     | 0.24               |
| Millonarios · Colombia          | 1.ª           | 2021          | 25    | 3     | 0     | 2                   | 0                   | 0                   | —                          | —                          | —                          | 27    | 3     | 0     | 0.11               |
| Millonarios · Colombia          | 1.ª           | 2022          | 13    | 0     | 0     | 1                   | 0                   | 0                   | 1                          | 0                          | 0                          | 15    | 0     | 0     | 0                  |
| Millonarios · Colombia          | Total club    | Total club    | 52    | 7     | 2     | 4                   | 0                   | 0                   | 3                          | 0                          | 0                          | 59    | 7     | 2     | 0.12               |
| Atlético Bucaramanga · Colombia | 1.ª           | 2024          | 13    | 0     | 0     | 2                   | 1                   | 1                   | —                          | —                          | —                          | 15    | 1     | 1     | 0.07               |
| Atlético Bucaramanga · Colombia | Total club    | Total club    | 13    | 0     | 0     | 2                   | 1                   | 1                   | 0                          | 0                          | 0                          | 15    | 1     | 1     | 0.07               |
| Total carrera                   | Total carrera | Total carrera | 179   | 55    | 8     | 14                  | 3                   | 1                   | 3                          | 0                          | 0                          | 196   | 58    | 8     | 0.3                |

### Selección
| Selección                                                           | Temporada     | Amistosos | Amistosos | Amistosos | Sudamérica1 | Sudamérica1 | Sudamérica1 | Mundial | Mundial | Mundial | Total | Total | Total  | Media goleadora |
| Selección                                                           | Temporada     | Part.     | Goles     | Asist.    | Part.       | Goles       | Asist.      | Part.   | Goles   | Asist.  | Part. | Goles | Asist. | Media goleadora |
| ------------------------------------------------------------------- | ------------- | --------- | --------- | --------- | ----------- | ----------- | ----------- | ------- | ------- | ------- | ----- | ----- | ------ | --------------- |
| Sub-23 · Colombia                                                   | 2019          | 1         | 0         | 0         | —           | —           | —           | —       | —       | —       | 1     | 0     | 0      | 0               |
| Sub-23 · Colombia                                                   | 2020          | —         | —         | —         | 6           | 0           | 0           | —       | —       | —       | 6     | 0     | 0      | 0               |
| Sub-23 · Colombia                                                   | Total         | 1         | 0         | 0         | 6           | 0           | 0           | 0       | 0       | 0       | 7     | 0     | 0      | 0.0             |
| Total carrera                                                       | Total carrera | 1         | 0         | 0         | 6           | 0           | 0           | 0       | 0       | 0       | 7     | 0     | 0      | 0               |
| (1) Incluye los partidos del Torneo Preolímpico Sudamericano (2020) |               |           |           |           |             |             |             |         |         |         |       |       |        |                 |

### Tripletas
| 1° | 26 de enero de 2019 | Estadio Sierra Nevada, Santa Marta | Jaguares de Córdoba - Unión Magdalena | Anotado · Anotado · Anotado | 4-3 | Apertura 2019 |

## Palmarés

### Campeonatos nacionales
| Título          | Equipo               | País     | Año  |
| --------------- | -------------------- | -------- | ---- |
| Torneo Apertura | Atlético Bucaramanga | Colombia | 2024 |